# Plon wtóry
Plon wtóry – roślina, będąca plonem głównym, uprawiana bezpośrednio po zbiorze międzyplonu ozimego, np. ziemniak, kukurydza, kapusta pastewna i zbierana w tym samym roku.